# Traugott Schreber
Traugott Schreber (* 25. Februar 1671 in Krempe; † 16. September 1718 in Bremen) war Amtsvogt der Vogteien Hatten und Wardenburg, Gutsherr, Kartograf und Stifter.

## Familie
Schreber war Sohn des Landkommissars und Konsistorialrats Christian Friedrich Schreber (1643–1711) und seiner Frau Catharina geborene Jülicher.
Er studierte von 1691 bis 1693 Jura in Leipzig und legte das Abschlussexamen an der Universität Rinteln ab. Im Jahre 1713 heiratete Schreber Adelheid von Bobart (1685–1742) aus Bremen. Ihr Sohn Eberhard (1716–1788) erbte von seinen Eltern das Gut Etzhorn.
Traugott Schreber ist nur 47 Jahre alt geworden. Er wurde in Kirchhatten beerdigt.

Historischer Ortsplan von Tungeln

## Beruflicher Werdegang
Bereits im Jahre 1696 wurde Traugott Schreber vom dänischen König zum Amtsvogt der Vogteien Hatten und Wardenburg ernannt. Weil der König die Vogteien von 1711 bis 1731 verpfändete, wurde Schreber ab 1711 Untertan des Kurfürstentums Hannover.

## Bedeutung
Schreber fertigte über seinen Amtsbezirk und die handelnden Personen genaue Aufzeichnungen. Sein Büchlein Pro Memoria T.S. von Ambtsvogteyen Hatten und Wardenburg enthält eine Vielzahl von akribisch erstellten farbigen Ortsplänen. Eingezeichnet sind alle Hofstellen mit den Namen ihrer Besitzer.

## Ausstellung
In den Jahren 2018 und 2019 informierte die Oldenburgische Gesellschaft für Familienkunde an verschiedenen Orten im Oldenburger Land in einer Wanderausstellung über Traugott Schreber.